# Brousse (Tarn)
Brousse ist eine französische Gemeinde mit 439 Einwohnern (Stand 1. Januar 2022) im Département Tarn in der Region Okzitanien. Sie gehört zum Arrondissement Castres und zum Kanton Plaine de l’Agoût. 
Sie grenzt im Nordwesten an Graulhet, im Norden an Saint-Julien-du-Puy, im Osten an Lautrec, im Süden an Puycalvel und im Südwesten an Moulayres.

## Bevölkerungsentwicklung
| Jahr      | 1962 | 1968 | 1975 | 1982 | 1990 | 1999 | 2008 | 2015 |
| --------- | ---- | ---- | ---- | ---- | ---- | ---- | ---- | ---- |
| Einwohner | 310  | 294  | 273  | 243  | 233  | 271  | 316  | 415  |